# Pavel Ľupták
Pavel Ľupták (* 7. června 1959) je slovenský politik, od roku 2023 poslanec NR SR za NK/NEKA, zvolen na kandidátce SNS. 

## Život a kariéra
V letech 1979 až 1984 studoval na Vysoké škole dopravy a spojov v Žiline a získal tak inženýrský titul. Během své kariéry se živil mj. jako podnikatel, kdy například svým sledujícím prodával cenné papíry na drahé kovy včetně zlata a diamantů. V politice působil již krátce po sametové revoluci, když byl do roku 2001 členem SNS. V 90. letech byl postupně členem stran KDH a SKDH.
K roku 2023 žil v Turčianských Teplicích. V parlamentních volbách na Slovensku 2023 kandidoval na 140. místě kandidátní listiny Slovenské národní strany jako nestraník za NK/NEKA. Získal 13 046 preferenčních hlasů a byl zvolen poslancem NR SR. V evropských volbách v roce 2024 kandidoval na 13. místě kandidátní listiny SNS, ale nebyl zvolen. V červenci 2024 byl fyzicky napaden. V roce 2024 se spolu s Rudolfem Huliakem a Ivanem Ševčíkem podílel na vládní krizi, když několik měsíců odmítal podporovat vládu Roberta Fica.